# Раџа
Раџа (енгл. Raja), је хиндуска титула за владара (монарха). У санскриту одговарајући вербатим је раџан. Реч се користи на Индијском потконтиненту у хиндуистичкој култури.
Женски еквивалент ове титуле, који мо̟же да означава раџину супругу или самосталну владарку, јесте Рани.

## Историјат и значење
Изворно, раџа је био владар независне државе, па се ова титула најчешће преводи као краљ, а рани као краљица. За разлику од њега, махараџа (велики краљ) је имао већи број подређених владара као своје вазале. Међутим, до 19. века ова титула постала је широко коришћена и неодређеног значења. У Британској Индији у 19. веку сваки богати земљопоседник називан је раџом из почасти. Тако је било раџа који су држали само једно село, какви су били Куер Синг и Нана Сахиб, раџа од Битура, вође Индијског устанка 1857. године.